# Kazuyuki Toda
Kazuyuki Toda (Machida (Tokio, Japan), 30. prosinca 1977.) je japanski nogometaš.

## Klupska karijera
Igrao je za Shimizu S-Pulse, Tottenham Hotspur, ADO Den Haag i Sanfrecce Hiroshima.

## Reprezentativna karijera
Za japansku reprezentaciju igrao je od 2001. do 2002. godine. Odigrao je 20 utakmica postigavši 1 pogodak.
S reprezentacijom je igrao na jednom svjetskom prvenstvu (2002.).

## Statistika
| Japan  | Japan | Japan |
| Godina | Nas.  | Gol.  |
| ------ | ----- | ----- |
| 2001.  | 10    | 0     |
| 2002.  | 10    | 1     |
| Ukupno | 20    | 1     |

## Vanjske poveznice
- National Football Teams
- Japan National Football Team Database